# Hypertrikos
Hypertrikos är ett tillstånd som skapar ökad behåring, och den kan vara ärftlig, särskilt om den uppträder redan under uppväxten. Den drabbade har hår där man inte vanligen brukar ha det, exempelvis i pannan och på insidan av händerna, samt stark hårväxt på bål, armar och ben. Manlig behåring på kvinnor kallas hirsutism.
En person som är drabbad av svår Hypertrikos lanuginosa har ansiktet helt täckt av hår. Sjukdomen är mycket ovanlig, medfödd och drabbar både män och kvinnor. Sjukdomen beror på en mutation som kan vara en följd av en begränsad genpool, och är förmodligen en av orsakerna till myten om varulvar.
Hypertrikos kan vara ett symptom på porfyri och även uppstå som bieffekt vid behandling med lokala glukokortikosteroider. För att bekämpa och bli kvitt sjukdomen kan bland annat lasermetoden användas, helt enkelt genom att bränna bort de hårsäckar som finns i huden.
Andra möjliga orsaker till generell hypertrikos är undernäring och cancer. Lokal hypertrikos kan bland annat orsakas av neurodermatit och gipsning. Sjukdomen är väldigt ovanlig och inte mer än cirka 50 fall har rapporterats världen över sedan medeltiden. Tillståndet kan delas in i olika underkategorier beroende på om sjukdomen är medfödd eller inte samt var på kroppen den överdrivna behåringen är belägen.
I filmen Fur: Ett fiktivt porträtt av Diane Arbus spelar Robert Downey Jr. en man med svår hypertrikos. Filmen handlar om Diane Arbus (spelad av Nicole Kidman) – en av USA:s mest framstående fotografer, som blev känd genom sina porträtt av udda människor.

## Källhänvisningar
1. 1 2  "hypertrikos". NE.se. Läst 29 november 2014.
2. ↑  ”Hypertrichosis | DermNet New Zealand” (på engelska). www.dermnetnz.org. http://www.dermnetnz.org/topics/hypertrichosis/. Läst 12 mars 2017.